# Pietro Teulié
Pietro Teulié (né le 3 février 1763 à Milan, mort le 20 juin 1807 à Colberg), est un général de division italien au service de la Grande Armée et ministre de la Guerre (it) de la République cisalpine, blessé mortellement par un boulet au siège de Colberg.

## Biographie

### Conquête française de l'Italie (1796)
Teulié suit, au commencement de la Révolution française, la carrière du barreau. Nommé aide de camp de Serbelloni, commandant en chef des milices de Milan, en 1796, il déploie une intelligence et une activité extraordinaires. Élevé au grade d’adjudant général, il est chargé de l’organisation de la garde nationale, qui est plus tard le noyau de l’armée italienne : mais le service sédentaire de ce corps ne satisfaisant point son ardeur belliqueuse, il demande et obtient de faire partie de la première Légion lombarde formée à Milan, sous les ordres de Lahoz.
C'est à la tête de cette troupe qu’il disperse les insurgés de la Garfagnana et force le pont de Faenza, d’où son colonel s’était retiré blessé. Il conduit cette légion sur le Tagliamento, pour repousser les Autrichiens, qui menacent la Lombardie. La république de Venise réveille l'insurrection dans tout le territoire sous sa domination.  Salò et Vérone opposent une résistance opiniâtre aux armées républicaines, dont elles ne peuvent arrêter les progrès.
Teulié est chargé de former un gouvernement provisoire à Vérone et à Vicence. Son intégrité, son amour de l’ordre et ses connaissances en droit le rendent très propre à une telle mission. Au milieu d’une armée entrainée par l’ivresse de la victoire, il empêche qu’on abuse de la force pour opprimer les vaincus. Dombrowski, sous les ordres duquel il est placé, le choisit pour enlever le fort St-Leo, qui doit capituler après quelques jours de siège.

### Revers français (1799)
Teulié prend part à la bataille de Vérone, où la victoire est longtemps disputée (voy. Schérer). Mais ces efforts ne sauvent pas la république cisalpine, assaillie par de nombreux et puissants ennemis. Les revers essuyés par les Français en Italie mettent le sort de la Lombardie entre les mains de ses anciens maîtres. À la bataille de Magnano, Teulié, poussé par le désespoir, se jette dans la mêlée, et il n’en sort qu’après avoir eu deux chevaux tués sous lui et ses habits percés de balles. L’armée française, qui s’est retirée derrière l’Adda, détache la légion italienne à Bologne, où elle doit renforcer le corps du général Montrichard.
C'est dans cette ville que Lahoz médite sa défection, dans laquelle il essaye d’entraîner son chef d’état-major. Celui-ci ne se laissa pas ébranler, et, ferme dans les principes de l’honneur, il ne trahit aucun de ses devoirs. Le jour où il a la douleur de voir son chef passer à l’ennemi avec une partie de ses soldats, il retient les autres par son exemple et repousse les bandes insurgées qui fondent sur lui. Accablé par le nombre, il tombe entre leurs mains, et après avoir couru les plus grands dangers, il va être emmené dans le fond de la Romagne lorsqu’en passant devant Pérouse, il se réfugie dans cette ville, qui est alors aux mains des Français.
De là il se rend à Rome, où le général Grenier le nomme son chef d’état-major. La chute de la république napolitaine, causée par la retraite de l’armée du général Macdonald sur la Trebbia, a rendu les soldats siciliens assez hardis pour reparaître sur le territoire de l’Église. La garnison française de Rome, cernée de toutes parts et sans espoir d'obtenir des secours de la haute Italie, s’est retirée dans le château St-Ange, où elle ne tarde pas à être bloquée. Dans cette extrémité, la résistance est devenue aussi inutile qu’impossible. C'est alors que Teulié signe une capitulation et embarque sa troupe à Civita-Vecchia pour la ramener en France.
Arrivé à Marseille, il prend le chemin de la capitale, où le premier consul lui donne l’ordre de rejoindre Teodoro Lechi à Dijon, et d’aider ce général à réorganiser la légion italienne, qui doit retourner en Italie. Teulié, qui fait partie de l’avant-garde, assiste à la reddition du château de Milan, poursuit les Autrichiens jusqu’à Trente et traverse l’Adige en présence d’une armée qui lui en dispute le passage. Après cet exploit, il se dirige sur Mantoue, qui se rend, ainsi que plusieurs autres places, à la suite de la bataille de Marengo.

### Ministre de la guerre de la République cisalpine
Envoyé en Toscane, il commande quelque temps à Massa, où il apprend sa nomination de ministre de la Guerre (it). Il revient à Milan pour se mettre à la tête de ce département et relever l’armée de l’abattement dans lequel elle est tombée. Il faut tout recréer et rétablir l’ordre dans une administration où la plupart des employés sont intéressés à entretenir la confusion et les abus. Teulié fait de nouveaux règlements, soumet à un contrôle rigoureux les agents comptables et poursuit sans ménagement toutes les malversations. Il organise en même temps un corps de gendarmerie, dote l’hôtel des invalides, fait surveiller les hôpitaux et ouvre à ses frais un établissement pour les orphelins militaires, que le gouvernement d’alors adopte et que les Autrichiens conserveront. La rigueur qu’il doit employer pour vaincre tant d’obstacles lui vaut de puissants ennemis ; mais il les prévient en donnant sa démission.
Il est successivement chargé du commandement de Côme, de Gallarate et de Pavie, et plus tard placé à la tète d’un conseil, pour achever l’organisation de l’administration militaire. Son retour à Milan réveille toutes les sentiments hostiles. Profitant de la franchise avec laquelle il s’exprime, ses ennemis l’accusent d’avoir suggéré à un certain Ceroni de Brescia des opinions hardies, semées dans quelques vers sur l’indépendance de l’Italie. Ce soupçon suffit au gouvernement pour ordonner son arrestation et sa destitution. Teulié supporte cette injustice avec dignité et redouble même de zèle lorsque Bonaparte, mieux informé des faits, le rétablit dans son grade.

### Guerres de la troisième et quatrième coalitions
Il marche à la tète d’une brigade au camp de Boulogne, où, élevé, en 1805, au rang de général de division, il est désigné pour s’embarquer avec le premier corps d’armée qui doit traverser le détroit.
En 1807, il fait partie de la division chargée de l’occupation du pays de Hanovre ; il s’avance ensuite jusqu’en Poméranie et investit Colberg, le 14 mars de la même année. Frappé d’un boulet alors qu'il encourage ses soldats à pousser les travaux d’une tranchée, il a une jambe emportée et meurt après cinq jours de souffrance, le 12 mai 1807. Le gouverneur de Colberg honore les funérailles de Teulié en accordant une trêve de vingt-quatre heures et en arborant un crêpe sur ses remparts. L’empereur Napoléon regrette ce brave guerrier et accorde à son père une pension de cinq mille francs, que la restauration maintiendra. Ugo Foscolo, qui était son ami, laisse de lui une oraison funèbre célèbre,

## Distinctions

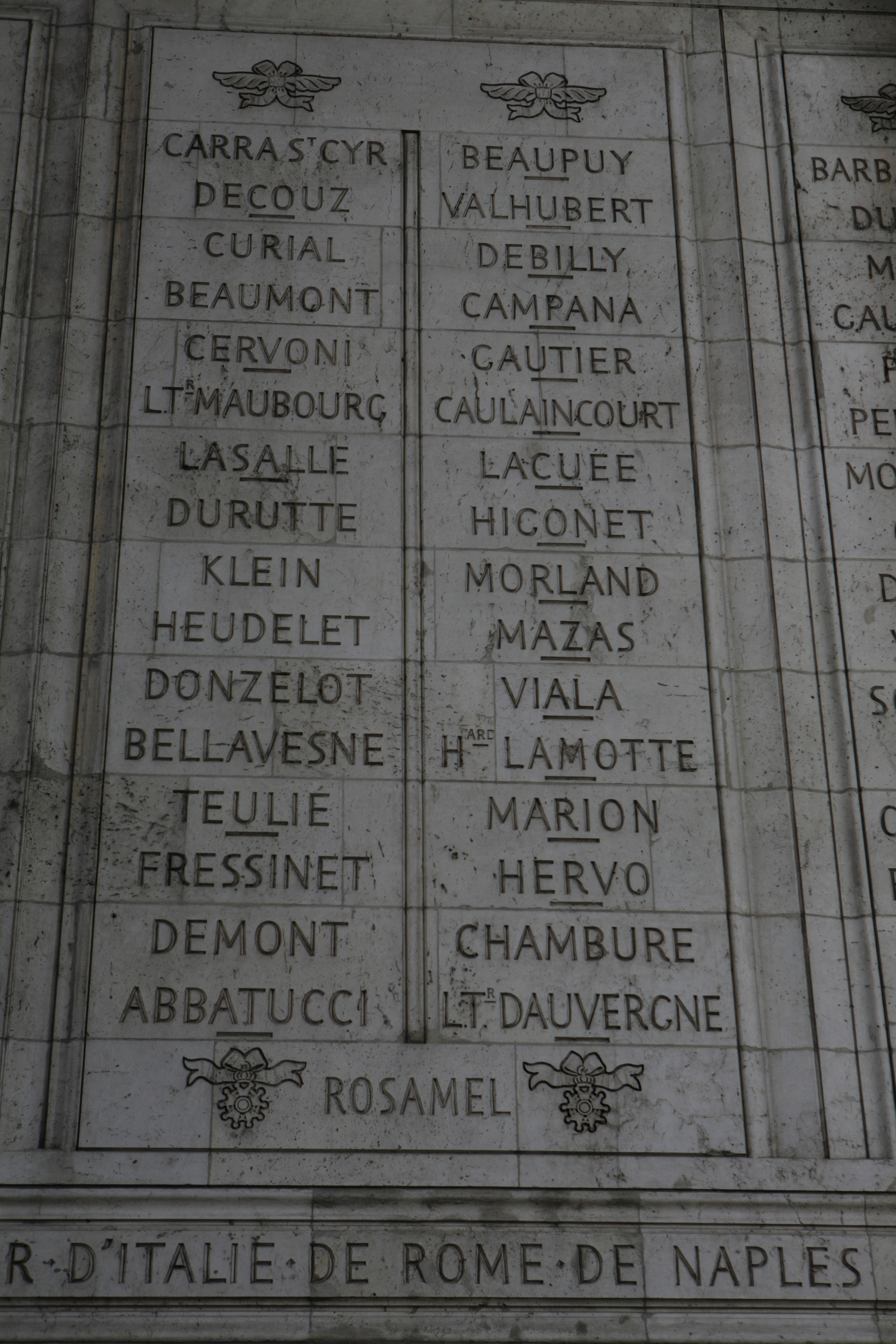
Noms gravés sous l'arc de triomphe de l'Étoile : pilier Est, 17e et.

- Il fait partie des 660 personnalités à avoir son nom gravé sous l'arc de triomphe de l'Étoile. Il apparaît sur la 17e colonne (l’Arc indique TEULIÉ).
- Chevalier-Grand-Croix de l'Ordre de la Couronne de fer
- Il a laissé son nom à l'école militaire Teulié (it) de Milan

## Sources
- (it) Giuseppe Jacopetti, Biographie d'Achille Fontanelli, Francesco Teodoro Arese et Pietro Teulié [« Biografie di Achille Fontanelli, di Francesco Teodoro Arese e di Pietro Teulie, scritte dal Maggiore Jacopetti »], Milan, Borroni e Scotti, 1845 (lire en ligne)
- « Teulié (Pierre) » dans Louis-Gabriel Michaud, Biographie universelle ancienne et moderne : histoire par ordre alphabétique de la vie publique et privée de tous les hommes, 1843-1865, 2e éd. [détail des éditions] (lire sur Wikisource)